# Xenopsylla jorgei
Xenopsylla jorgei är en loppart som beskrevs av Ribeiro 1975. Xenopsylla jorgei ingår i släktet Xenopsylla och familjen husloppor. Inga underarter finns listade i Catalogue of Life.